# Condado de Ayala
El condado de Ayala es un título nobiliario español creado por el rey Felipe III de España el 31 de enero de 1602 a favor de Antonio de Fonseca y Toledo y Ayala. Su segundo titular, Fernando de Ayala y Fonseca, solicitó en 1651 a Felipe IV la Grandeza de España, que finalmente no consiguió.
Su nombre hace referencia al apellido Ayala.

## Condes de Ayala
- Antonio de Fonseca y Toledo y Ayala, i conde de Ayala;[2]

1. Casó con Mariana de Ulloa,[2] padres de:

- Antonio de Ayala y Fonseca, ii conde de Ayala;[2] murió soltero y sin sucesión, y heredó su hermano:
- Fernando Antonio de Ayala Fonseca y Toledo (1600-1676), iii conde de Ayala;[3]

1. Casó primera vez en 1634 con Isabel de Zúñiga y Clärhout, i marquesa de Tarazona, vii condesa de Monterrey, sucedió su hija.[2]
2. Casó segunda vez en Madrid (Real Capilla de El Pardo) el 25 de enero de 1654 con Catalina Fajardo de Mendoza, dama de la reina,[4] iii marquesa de San Leonardo, con sucesión en el condado.[2]

- Inés Francisca de Ayala y Zúñiga (m. Madrid 10 de mayo de 1710), iv condesa de Ayala, condesa de Monterrey;

1. Casó en Madrid (San Juan) el 7 de febrero de 1657[5] con Juan Domingo de Guzmán (1640-1716), comendador mayor de Santiago en Castilla,[2] gobernador de los Países Bajos de los Habsburgo y virrey de Cataluña, hijo de Luis de Haro y Guzmán, VI marqués del Carpio, I duque de Montoro y II conde-duque de Olivares;[6] sin sucesión.[2] Sucedió su hermana de padre:

- Teresa Marina de Ayala y Fajardo (n. 1654), v condesa de Ayala, marquesa de San Leonardo,[2] condesa de Villalonso, ix marquesa de la Mota, señora de Coca, Alaejos, Villorías y Doncos.[7]

1. Casó el 30 de agosto de 1674 con Pedro Manuel Colón de Portugal y de la Cueva, vii duque de Veragua y de la Vega, ix marqués de Jamaica, sucedió su hija:

- Catalina Ventura Colón de Portugal y Ayala Toledo (1690-1739), vi condesa de Ayala, ix duquesa de Veragua y de la Vega, x marquesa de Jamaica, iii marquesa de San Leonardo, xii marquesa de la Mota, iv marquesa de Tarazona, marquesa de Villamizar, v condesa de Villalonso, ix condesa de Gelves, x condesa de Monterrey, xi vizcondesa de Monterrey, xi Almiranta de la Mar Océana y ix Adelantada Mayor de las Indias.

1. Casó con Fernando de Toledo, conde de Villada.
2. Casó con Jacobo Francisco Fitz-James Stuart, ii duque de Berwick, ii duque de Liria y Jérica. Le sucedió su hijo:

- Jacobo Francisco Fitz-James Stuart y Colón de Portugal (1717-1785), VII conde de Ayala, x duque de la Vega G.E., x duque de Veragua G.E., iii duque de Berwick G.E., III duque de Liria y Jérica G.E., xiv conde de Lemos G.E., xiii marqués de la Mota, xi marqués de Sarria, xi marqués de la Jamaica, v marqués de Tarazona, iv marqués de San Leonardo, xi conde de Monterrey, xii conde de Andrade, xiii conde de Villalba, x conde de Gelves, xii Almirante de la Mar Océana, X Adelantado Mayor de las Indias.

1. Casó con María Teresa de Silva y Álvarez de Toledo. Le sucedió su hijo único:

- Carlos Bernardo Fitz-James Stuart y Silva (1751-1787), viii conde de Ayala, xi duque de la Vega G.E., xi duque de Veragua G.E., iv duque de Berwick G.E., iv duque de Liria y Jérica G.E., xv conde de Lemos G.E., xii marqués de Sarria, xii marqués de la Jamaica, vi marqués de Tarazona, v marqués de San Leonardo, xiv marqués de la Mota, xiii conde de Andrade, {{versalita|xiv} conde de Villalba, xii conde de Monterrey, xi conde de Gelves, , xiii vizconde de Monterrey, xiii Almirante de la Mar Océana, xi Adelantado Mayor de las Indias.

1. Casó con Carolina Augusta zu Stolberg-Gedern, princesa de Hornes. Le sucedió su hijo:

- Jacobo Felipe Fitz-James Stuart zu Stolberg-Gedern, IX conde de Ayala;
- María Teresa de Silva Álvarez de Toledo, condesa de Ayala;
- Carlos Miguel Fitz-James Stuart y Silva, XI conde de Ayala;
- Jacobo Fitz-James Stuart y Ventimiglia, XII conde de Ayala;
- Carlos María Fitz-James Stuart y Palafox, XIII conde de Ayala;
- Jacobo Fitz-James Stuart y Falcó, XIV conde de Ayala;
- Cayetana Fitz-James Stuart, XV condesa de Ayala.
- Carlos Fitz-James Stuart y Martínez de Irujo, XVI conde de Ayala (2015-actualidad).[8]